# Norrlandet, Kyrkslätt
För andra betydelser, se Norrlandet (olika betydelser).
Norrlandet är en ö i Finland. Den ligger i Finska viken och i kommunen Kyrkslätt i den ekonomiska regionen  Helsingfors i landskapet Nyland, i den södra delen av landet. Ön ligger omkring 28 kilometer sydväst om Helsingfors.
Öns area är 3,6 hektar och dess största längd är 270 meter i nord-sydlig riktning. Ön höjer sig omkring 15 meter över havsytan.